# Aeroportul Hrodna
Aeroportul Hrodna (IATA: GNA, ICAO: UMMG) este un aeroport din Hrodna, Belarus ce deservește zona Hrodna. Aeroportul a fost tranzitat în 2018 de 180.145 de pasageri. A fost numit după zona deservită.
Situat la o altitudine de 120 m, aeroportul dispune de 1 pistă.

## Infrastructură

### Piste
Aeroportul dispune de o singură pistă. Pista 07/25 are suprafața de beton și dimensiunile 2.548 m × 45 m. 